# Отношения «ген против гена»
Отношения «ген против гена» были обнаружены Гарольдом Генри Флором , который работал с ржавчинными грибами (Melampsora lini), паразитирующими на льне (Linum usitatissimum). Флор показал, что наследование устойчивости у растения хозяина и наследование способности паразита вызывать заболевание (вирулентность) контролируется парами соответствующих друг другу генов. Гены растения, обусловливающие его устойчивость к патогену, обозначаются буквой R (от англ. — resistance). Комплементарные гены патогена изначально назывались генами авирулентности (Avr), поскольку они считались родственными генам устойчивости. Растения, образующие специфический продукт гена R, устойчивы к возбудителю, который производит соответствующий продукт гена Avr. Отношения «ген против гена» широко распространены и являются очень важной особенностью устойчивости растений к патогенам. Например, отношения «ген против гена» хорошо изучены между латуком (Lactuca serriola) и микроскопическим грибом Bremia lactucae.
Впервые вместо изучения генетики отношений в системе паразит — хозяин, изучением патосистемы растений занялся Клейтон Оскар Пирсон. В ходе этой работы он открыл общее для всех отношений «ген против гена» взаимодействие, которое теперь известно как Пирсоновское дифференцированное взаимодействие.

## Гены устойчивости

### Классы генов устойчивости
Существует несколько различных классов R генов. Основными классами являются:
1. NBS-LRR гены[7] и
2. поверхностные патерн-распознающие рецепторы (PRR) (от англ. — pattern recognition receptors).

Белки, кодируемые NBS-LRR R генами, содержат сайт связывания нуклеотидов (NBS, от англ. — nucleotide binding site) и повторы, обогащённые лейцином (LRR) (от англ. — leucine rich repeat).
Среди NBS-LRR класса R генов выделяют два подкласса:
- У первого класса есть N-концевой домен, гомологичный рецептору Toll/Interleukin 1 (TIR). К этому подклассу относится ген резистентности N табака к вирусу табачной мозаики.
- У второго подкласса отсутствует TIR, но вместо него есть так называемая «лейциновая застёжка-молния» на N-конце.

Белки, кодируемые этими генами резистентности, локализуются в цитоплазме клеток растений.
PRR белки состоят из экстраклеточного, юкстаклеточного, трансмембранного и внутриклеточного non-RD киназного доменов. Non-RD домен получил своё название, поскольку он не содержит аминокислотных остатков аргинина (R) и аспартата (D). К PRR классу R генов относится ген устойчивости риса XA21, распознающий ax21 пептид, и FLS2 пептид арабидопсиса, который узнает flg22 пептид флагеллина.
Есть и другие классы R генов, например, внеклеточные LRR. К этой группе относится гены Xa21D устойчивости риса к Xanthomonas и cf гены томата, которые обусловливают устойчивость к Cladosporium fulvum.
Ген Pto, обеспечивающий устойчивость томата к Pseudomonas, относится к отдельному классу. Он кодирует Ser/Thr-киназу, но у него нет лейцин-богатых повторов (LRR). Поэтому для проявления устойчивости необходим NBS-LRR ген prf.

### Специфичность генов устойчивости
Специфичность R генов (узнавание определённых продуктов Avr генов), как полагают, обусловлена лейцин-богатыми повторами (LRR). LRRs представляют собой несколько последовательных мотивов длиной примерно по 24 аминокислоты, среди которых регулярно встречаются лейцин и другие гидрофобные аминокислоты. Некоторые мотивы могут также содержать регулярно расположенные аминокислотные остатки пролина и аргинина.
LRRs участвуют в белок-белковых взаимодействиях, и именно LRR домены продуктов R генов наиболее вариабельны. Изменение LRR последовательности у гена устойчивости изменяет то к какому из генов авирулентности ген R обеспечивает устойчивость.

### Рецессивные гены резистентности
Большинство генов устойчивости являются аутосомными доминантными, но встречаются и такие гены, у которых моногенная резистентность обусловлена рецессивными аллелями. Одним из таких примеров является ген mlo, который обеспечивает устойчивость ячменя к мучнистой росе.

## Гены авирулентности
Термин «гены авирулентности» используется для обозначения генов, обуславливающих специфичное взаимодействие с хозяином. Таким образом, этот термин обозначает определённые микробиальные «подписи» (их так же называют паттернами, ассоциированными с микробами или патогенами, PAMPs или MAMPs (от англ. — pathogen or microbe associated molecular patterns)) и патогенные эффекторы (например, бактериальные эффекторы типа III (type III) и эффекторы оомицетов) как и другие гены, контролирующие разнообразие и активность этих молекул.
Общую структуру для продуктов генов авирулентности определить нельзя. Потому что не было бы никакого эволюционного преимущества для патогена иметь такой белок, который служит для того, чтобы его узнавало растение. Считается, что продукты Avr генов играют важную роль в вирулентности генетически восприимчивых хозяев.
Пример: AvrPto-небольшой белок в виде тройной спирали, который, как и ряд других эффекторов, содержит Н-myristoylation для доставки на плазматическую мембрану. AvrPto является ингибитором PRR киназных доменов. А PRR сигнализируют растению, что необходимо стимулировать иммунитет, когда обнаруживаются PAMPs. Способность ингибировать киназу требуется для выполнения инфицирующей функции AvrPto в растениях. Однако, Pto — это ген устойчивости, который может обнаружить AvrPto и тоже стимулировать иммунитет. AvrPto — это древний эффектор, сохранившийся во многих штаммах P. syringae, в то время как Pto R ген встречается только у нескольких диких видов томата. Это говорит о недавней эволюции гена Pto R.
В отличие от MAMP или PAMP классов Avr генов, которые распознаются хозяйскими PRRs, целью бактериальных эффекторных белков Avr являются белки, участвующие в сигналинге врождённого иммунитета растения. Такая реакция была показана для гомологов генов Avr у возбудителей болезней животных. Например, белки из семейства AvrBs3 обладают ДНК-связывающими доменами, ядерными сигналами локализации и кислотной активацией доменов. Считается, что эти белки выполняют свои функции за счёт изменения транскрипции клетки-хозяина.

## Гипотеза охранника
Только в некоторых случаях есть прямое взаимодействие между продуктами генов R и Avr. Например, так FLS2, так и XA21 взаимодействуют с микробными пептидами. В отличие от них, для NBS-LRR класса генов R, прямое взаимодействие не было показано для большинства R/Avr пар. Отсутствие доказательства прямого взаимодействия привело к созданию гипотезы охранника для NBS-LRR класса R генов.
Эта модель предполагает, что R-белки взаимодействуют с белком, известным как guardee, который является мишенью для Avr белка. Взаимодействие Avr с guardee белком активизирует сопротивление растения против патогена.
Проведено несколько экспериментов, подтверждающих данную гипотезу. Например, Rpm1 ген арабидопсиса (Arabidopsis thaliana) способен реагировать на два неродственных фактора авирулентности бактерий Pseudomonas syringae. Роль guardee-белка выполняет RIN4, который гиперфосфорилируется Avr белками. Ещё одно исследование в пользу гипотезы охранника показывает, что RPS5 пара использует PBS1, протеин-киназу, как guardee против AvrPphB.
Двугибридный анализ взаимодействия генов томата Pto/Prf/AvrPto на дрожжах показал, что белок авирулентности AvrPto напрямую взаимодействует с Pto, хотя у Pto нет последовательности LRR. Это свойство означает, что Pto — guardee белок, который защищищает NBS-LRR белок Prf. Однако, Pto — это единственный ген резистентности томатов, что является аргументом против гипотезы охранника.
- Горизонтальное сопротивление

## Гены устойчивости
1. ↑  Flor H.H. Inheritance of pathogenicity in Melampsora lini (англ.) // Phytopath : journal. — 1942. — Vol. 32. — P. 653—669.
2. ↑  Flor H.H. Inheritance of reaction to rust in flax (неопр.) // J. Agric. Res.. — 1947. — Т. 74. — С. 241—262.
3. ↑  Flor H.H. Host-parasite interaction in flax rust - its genetics and other implications (англ.) // Phytopathology : journal. — 1955. — Vol. 45. — P. 680—685.
4. ↑  Flor H.H. Current status of the gene-for-gene concept (неопр.) // Annu Rev Phytopathol. — 1971. — Т. 9. — С. 275—296. — doi:10.1146/annurev.py.09.090171.001423.
5. 1 2  Robinson, Raoul A. (1987) Host Management in Crop Pathosystems, Macmillan Publishing Company
6. ↑  Person C.O.[англ.]. Gene-for-gene relationships in parasitic systems (неопр.) // Can. J. Bot.[англ.]. — 1959. — Т. 37. — С. 1101—1130. — doi:10.1139/b59-087.
7. ↑  Leah McHale, Xiaoping Tan, Patrice Koehl, Richard W. Michelmore. Plant NBS-LRR proteins: adaptable guards (англ.) // BioMed Central[англ.]. — 2006. — Vol. 7, iss. 4. — P. 212. — ISSN 1474-760X. — doi:10.1186/gb-2006-7-4-212. Архивировано 25 января 2018 года.
8. ↑  Dardick C., Ronald P. Plant and animal pathogen recognition receptors signal through non-RD kinases (англ.) // PLoS Pathog. : journal. — 2006. — January (vol. 2, no. 1). — P. e2. — doi:10.1371/journal.ppat.0020002. — PMID 16424920. — PMC 1331981.
9. ↑  Sang-Won Lee, Sang-Wook Han, Malinee Sririyanum, Chang-Jin Park, Young-Su Seo. A type I-secreted, sulfated peptide triggers XA21-mediated innate immunity // Science (New York, N.Y.). — 2009-11-06. — Т. 326, вып. 5954. — С. 850—853. — ISSN 1095-9203. — doi:10.1126/science.1173438. Архивировано 25 января 2018 года.
10. ↑  Wang G. L., Ruan D. L., Song W. Y., Sideris S., Chen L., Pi L. Y., Zhang S., Zhang Z., Fauquet C. et al. The rice disease resistance gene, Xa21D, encodes a receptor-like molecule with a LRR domain that determines race specific recognition and is subject to adaptive evolution (англ.) // Plant Cell : journal. — 1998. — Vol. 10, no. 5. — P. 765—779. — doi:10.2307/3870663. — PMID 9596635. — PMC 144027.
11. ↑  Zhang L., Meakin H., Dickinson M. Isolation of genes expressed during compatible interactions between leaf rust (Puccinia triticina) and wheat using cDNA-AFLP (англ.) // Mol. Plant Pathol.[англ.] : journal. — 2003. — November (vol. 4, no. 6). — P. 469—477. — doi:10.1046/j.1364-3703.2003.00192.x. — PMID 20569406.
12. ↑  DeYoung B. J., Innes R. W. Plant NBS-LRR proteins in pathogen sensing and host defense (англ.) // Nat. Immunol. : journal. — 2006. — December (vol. 7, no. 12). — P. 1243—1249. — doi:10.1038/ni1410. — PMID 17110940. — PMC 1973153.
13. ↑  Wulf J., Pascuzzi P. E., Fahmy A., Martin G. B., Nicholson L. K. The solution structure of type III effector protein AvrPto reveals conformational and dynamic featuresimportant for plant pathogenesis (англ.) // Structure : journal. — 2004. — Vol. 12. — P. 1257—1268. — doi:10.1016/j.str.2004.04.017.
14. ↑  Xin, X.F. and S.H. He. 2013. Pseudomonas syringae pv. Tomato DC3000: a model pathogen for probing disease susceptibility and hormone signaling in pants. Annu. Rev. Phytopathol. 51:473-498.
15. ↑  Xiang T., Zong N., Zou Y., Wu Y., Zhang J., Xing W., Li Y., Tang X., Zhu L et al. Pseudomonas syringae effector AvrPto blocks innate immunity by targeting receptor kinases (англ.) // Current Biology : journal. — Cell Press, 2008. — Vol. 18. — P. 74—80. — doi:10.1016/j.cub.2007.12.020.
16. ↑  Deslantes L., Rivas S. Catch me if you can: bacterial effectors and plant targets (англ.) // Trends in Plant Science[англ.] : journal. — Cell Press, 2012. — Vol. 17. — P. 644—655.